# Einstellungsanomalie
Als Einstellungsanomalie bezeichnet man eine regelwidrige Einstellung des Fötus (zu gebärendes Kind) im Becken, die zu Komplikationen des normalen Geburtsverlaufes führen kann.
In Vorbereitung auf die Geburt nimmt der geburtsreife Fötus normalerweise eine Position ein, die den Ablauf der Geburt begünstigt bzw. überhaupt erst ermöglicht. Diese besteht in einem "hohen Kopfquerstand" (der Kopf des Kindes ist quer zum querovalen Beckeneingang des mütterlichen Beckens ausgerichtet) und einem "hohen Schulterquerstand".

## Anomalien
- hoher Geradstand: Der Kopf steht im oder über dem Beckeneingang mit der Pfeilnaht im graden Durchmesser. Es wird zwischen dem vorderen hohen Geradstand (Hinterkopf des Kindes ist zum Schambein gerichtet) und dem hinteren hohen Geradstand (Hinterkopf ist zum Kreuzbein gerichtet) unterschieden. Der vordere hohe Geradstand kommt etwa 2 bis 3 Mal so häufig wie der hintere hohe Geradstand vor. Ursache ist meist eine Beckenanomalie bei der gebärenden Frau, z. B. ein langes, verengtes oder plattes Becken. Wenn diese Lage auch nach Schmerzmittelgabe, Entspannung und Lagewechsel der Mutter bestehen bleibt, kann eine Schnittentbindung nötig werden.

- Scheitelbeineinstellung (Asynklitismus): hier steht der Kopf zwar quer auf dem Beckeneingang, aber nach vorn oder hinten gekippt.
  - Die vordere Scheitelbeineinstellung (Quere Pfeilnaht weicht nach sakral ab = Nägele-Obliquität) gilt als prognostisch günstiger, Spontangeburt möglich.
  - Die hintere Scheitelbeineinstellung (Quere Pfeilnaht weicht nach ventral ab = Litzmann-Obliquität) gilt als pathologisch, Geburt meist nicht spontan  möglich.
    - Merke: vordere Einstellung: „vörderlich“; hintere Einstellung: „hinderlich“.

- tiefer Kopfquerstand: Dies ist die häufigste Einstellungsanomalie, hier bleibt die natürliche Drehung des Kopfes um 90° im Geburtskanal aus. Durch Lagewechsel der Mutter wird versucht, eine Drehung  zu unterstützen. Bleibt sie aus, kann eine vaginal-operative Entbindung nötig werden (Zange, Saugglocke).

- hintere Hinterhauptslage: hier weist das Gesicht des Kindes nicht wie normalerweise zum Rücken der Mutter, sondern zum Bauch (Sternengucker), wobei der kindliche Kopf mit seinem größten Durchmesser durch das mütterliche Becken gleiten muss. Häufig kommt es zu einer verzögerten Geburt oder einem Geburtsstillstand, der mit einer vaginal-operativen Entbindung behandelt werden muss.

- Schulterdystokie

Hiervon abzugrenzen sind die Lageanomalien:
- Quer- bzw. Schräglage – Das Kind liegt quer bzw. schräg in der Gebärmutter – geburtsunmögliche Lage, die ein Eingreifen (Wendung, Schnittentbindung) erforderlich macht.

Poleinstellungsanomalie:
Beckenendlage - Steiß des Kindes stellt sich als vorangehender Teil (VT) ein. Verschiedene Formen: vollkommene Steißlage (geburtshilflich am günstigsten), vollkommene Steiß-Fuß-Lage, unvollkommene Steiß-Fuß-Lage, vollkommene Knielage, unvollkommene Knielage, vollkommene Fußlage, unvollkommene Fußlage. Spontanpartus unter bestimmten Bedingungen möglich (wird in der Regel nur bei vollkommener Steißlage in Erwägung gezogen).